# سی‌اس‌اس تنسی (۱۸۶۳)
سی‌اس‌اس تنسی (۱۸۶۳) (به انگلیسی: CSS Tennessee (1863)) یک کشتی بود که طول آن ۲۰۹ فوت (۶۳٫۷ متر) بود. این کشتی در سال ۱۸۶۳ ساخته شد.